# Piranha Club

Piranha Club est un comic strip humoristique de l'Américain Bud Grace distribué depuis le 1er février 1988 par King Features Syndicate. Il est particulièrement populaire dans les pays nordiques. Jusqu'en 1998, le strip était dénommé Ernie, nom qu'il porte toujours en Suède et en Norvège.
Piranha Club suit la vie de deux Américains blancs moyens, Ernie Floyd et son épouse Doris, dans une banlieue indéterminée.

## Album
En France, un unique album a été édité par les éditions Rakham, en 2001.

## Récompenses
- 1994 : 
  - Prix du comic strip de la National Cartoonists Society
  -  Prix Urhunden du meilleur album étranger